# Glaucopsyche laetifica
Glaucopsyche laetifica is een vlinder uit de familie van de Lycaenidae. De wetenschappelijke naam van de soort is in 1899 voor het eerst geldig gepubliceerd door Püngeler. De soort komt voor in het zuiden en zuidoosten van Kazachstan.